# Distrito electoral de Wells (condado de Cherry, Nebraska)
Wells (en inglés: Wells Precinct) es un distrito electoral ubicado en el condado de Cherry en el estado estadounidense de Nebraska. En el Censo de 2010 tenía una población de 129 habitantes y una densidad poblacional de 0,07 personas por km².

## Geografía
Wells se encuentra ubicado en las coordenadas 42°15′6″N 101°4′47″O / 42.25167, -101.07972. Según la Oficina del Censo de los Estados Unidos, Wells tiene una superficie total de 1842.73 km², de la cual 1840.14 km² corresponden a tierra firme y (0.14%) 2.58 km² es agua.

## Demografía
Según el censo de 2010, había 129 personas residiendo en Wells. La densidad de población era de 0,07 hab./km². De los 129 habitantes, Wells estaba compuesto por el 99.22% blancos, el 0% eran afroamericanos, el 0.78% eran amerindios, el 0% eran asiáticos, el 0% eran isleños del Pacífico, el 0% eran de otras razas y el 0% pertenecían a dos o más razas. Del total de la población el 0% eran hispanos o latinos de cualquier raza.